# Alix Choisy-Necker
Alix Choisy-Necker (Genève, 17 juli 1902 - Satigny, 11 januari 1979) was een Zwitserse feministe.

## Biografie
Alix Choisy-Necker was een dochter van Henri Necker, die bankier was, en van Reyne Marguerite de Candolle. Ze was getrouwd met Eric Choisy. In 1938 werd ze lid van de Union des femmes de Genève, waarvan ze voorzitster zou zijn van 1960 tot 1968.
Choisy-Necker kwam op voor de invoering van het vrouwenstemrecht in Zwitserland en leidde in 1952 een actiecomité op rond dat thema. Nadat de mannelijke bevolking van het kanton Genève de invoering van het vrouwenstemrecht op kantonnaal vlak in een referendum had afgewezen, nam ze deel aan een grote protestactie in Genève. Van 1952 tot 1959 was ze voorzitster van het Schweizerischer Verband für Frauenstimmrecht. Ze was lid van het actiecomité achter het bevolkingsinitiatief tot invoering van het vrouwenstemrecht op federaal niveau in 1959, dat echter eveneens op een mislukking uitdraaide.
Als lid van het bestuur van de Bund Schweizerischer Frauenvereine van 1957 tot 1965 was Choisy-Necker tevens actief op het vlak van de moederschapsbescherming.
- Gemeinsame Normdatei: 1050110188
- Historisch woordenboek van Zwitserland: 009284
- Virtual International Authority File: 308194672